# Торчинський Володимир Маркович
Торчинський Володимир Маркович — український композитор.

## Життєпис
Народ. 25 січня 1908 р. в Києві в родині диригента. Помер 12 березня 1984 р. там же. Закінчив композиторсько-диригентський факультет і аспірантуру Київської консерваторії ім. П. І. Чайковського (1936). Працював музичним редактором «Укркінохроніки» (1938–1941, 1944–1978).
Автор музики до стрічок: «Київ» (1944), «Буковина» (1945), «Україна відроджується» (1946), «Дніпрогес» (1948), «На ланах України» (1949), «Квітуча Україна» (1950), «Київ будується» (1952), «Львів» (1953), «Навіки разом з російським народом», «Місто безсмертної слави» (1954), «На Буковині» (1955), «У новаторів „Азовсталі“» (1956), «Живи, Україно», «Говерла» (1957), «Нова Болгарія» (1959), «Ми з України» (1961), «Гуцульське весілля», «Кораблі не вмирають» (1966) та ін. Був членом Спілки кінематографістів України.